# National Electric Vehicle Sweden
National Electric Vehicle Sweden  (NEVS) — шведско-китайский производитель электромобилей, основанный в 2012 году из активов обанкротившейся шведской компании Saab Automobile AB.
В 2014 году NEVS перезапустила завод SAAB и наладила сборку автомобилей Saab 9-3, но под собственным брендом NEVS 9-3. В 2019 году NEVS была куплена китайским конгломератом Evergrande Group, в том же году на заводе в Тяньцзине (КНР) началось производство электрической версии этой модели. В 2021 году NEVS начала разработку такси на автопилоте SANGO (PONS).
В апреле 2023 года NEVS была переведена в режим «гибернации» (спящий режим) во избежание банкротства, были уволены 320 из 340 сотрудников компании. В этом же месяце шведская компания Polestar, которая принадлежит Geely, арендовала часть завода NEVS для разработки силовых установок для своих автомобилей.
В 2023 году был показан последний проект от NEVS — Emily GT.
В июле 2023 года проект Emily GT был выкуплен неизвестным инвестором, при этом было объявлено, что выпуск Emily GT начнётся на бывшем заводе SAAB в Тролльхеттане под новым брендом осенью того же года.
В 2024 году выяснилось, что проекты Emily GT и PONS были выкуплены ливанской компанией EV Electra. Позже, основатель компании Джихад Мохаммед пообещал, что производство Emily GT будет налажено в 2025 году.